# Odorrana mutschmanni
Odorrana mutschmanni é uma espécie de anfíbio anuro da família Ranidae. Está presente no Vietname. A UICN classificou-a como pouco preocupante.